# Pseudamphistomum truncatum
Pseudamphistomum truncatum ist einer in der Leber und den Gallengängen von fischfressenden Säugetieren parasitierender Saugwurm, auch der Mensch kann befallen werden. Der Parasit ist in Europa und Asien verbreitet und der einzige Vertreter der Gattung. Die Adulten sind 2 bis 2,5 mm lang. Der bedornte Körper ist hinten abgestumpft. Die beiden Hoden sind rund und liegen horizontal im hinteren Körper. Der Entwicklungszyklus verläuft über zwei Zwischenwirte. Der erste Zwischenwirt sind Süßwasserschnecken, der zweite Fische, vor allem Rotaugen und andere Weißfische. Der Endwirt steckt sich durch den Verzehr von rohen oder unzureichend erhitzen Fischen an, welche die Metazerkarien enthalten.
Die Eier sind 25 × 50 μm groß, bedeckelt und haben eine dicke, gelbbraune Schale.
Der Egel löst eine Entzündung der Gallengänge und eine Fibrose aus, der Krankheitsverlauf ist meist mild. Bei massivem Befall kann es zum Leberversagen kommen.